# Stift Reichersberg

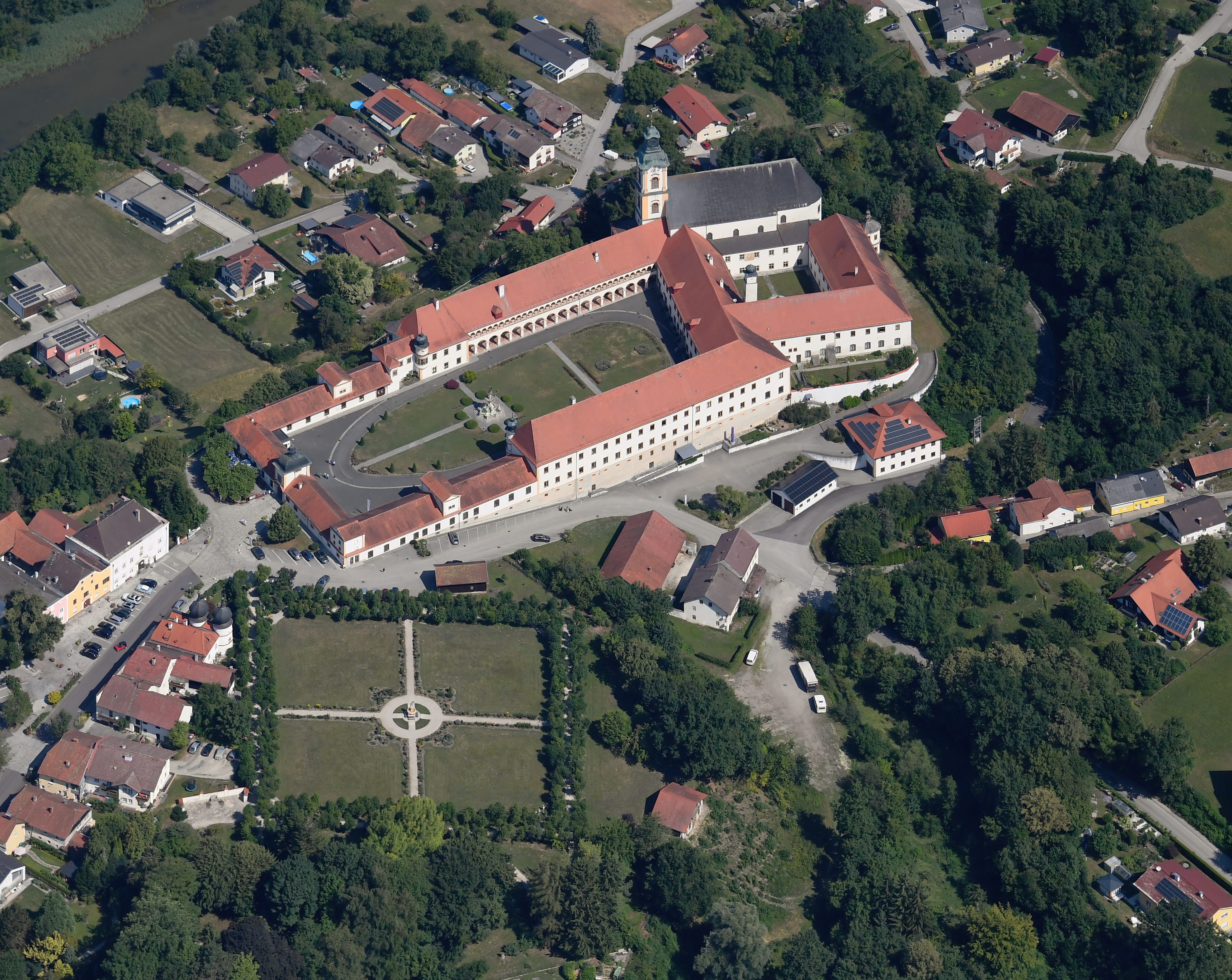
Stift Reichersberg und Herrengarten (2023)

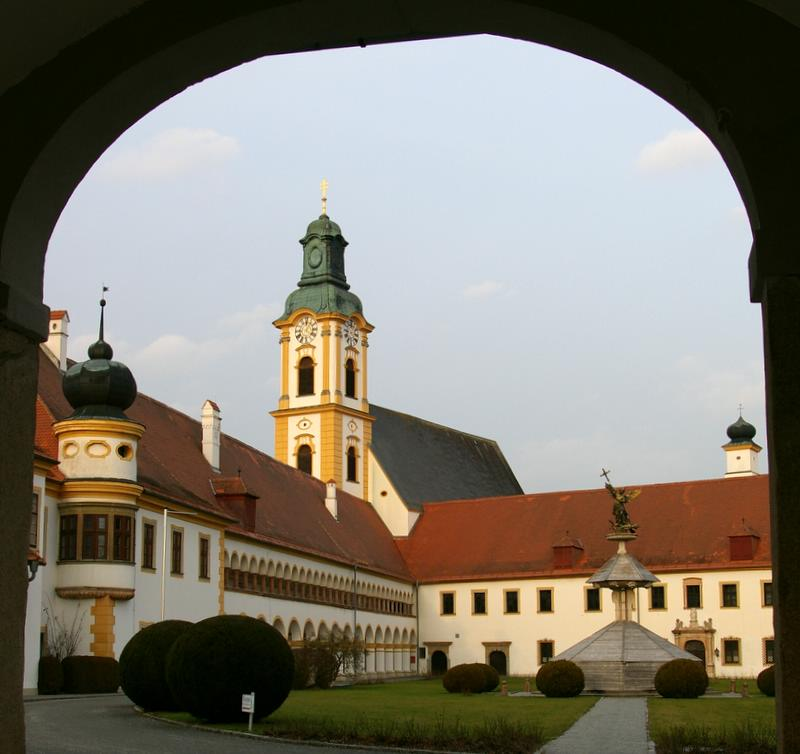
Blick durch das Eingangstor (2007)

Das Stift Reichersberg ist ein Kloster der Kongregation der österreichischen Augustiner-Chorherren. Es liegt am Inn im oberösterreichischen Reichersberg.

## Geschichte

### Gründung
Das Kloster wurde zwischen 1080 und 1084 durch Wernher von Reichersberg (aus der Hemma-Askuin-Familie) und seine Gemahlin Dietbirga, eine Schwester Erzbischof Gebhards von Salzburg (1060–1088), gegründet. Sie wählten als Patron den heiligen Erzengel Michael. Eine Gründungsurkunde besteht für das Stift nicht, es wurde auch in späterer Zeit keine „nachträglich angefertigt“, wie es damals oft geschah. Erste Aufzeichnungen des Stifts beginnen Mitte des 12. Jahrhunderts.
Der einzige Sohn der Stifter namens Gebhard verstarb früh. Er ertrank im Inn bei einem Jagdunfall. Das nun kinderlose Paar wandelte die bisherige Burg Reichersberg in ein Kloster um, was Wernhers Bruder Aribo und dessen Sohn Albuin sehr enttäuschte, da dieser auf das Erbe gehofft hatte. Aus diesem Streit heraus war die Existenz des Klosters mehr als einmal vom Scheitern bedroht. Zum Kloster gehörten auch Gebiete außerhalb, zum Beispiel ein Weinberg in Aschach an der Donau und Besitz am Millstätter See.
Das Gebiet lag damals im Gebiet des Hochstifts Passau, aber auch im Einflussbereich des Salzburger Erzbischofs. Der Stifter Wernher war mit dem Salzburger Erzbischof Gebhard von Helfenstein verschwägert und bat diesen, der sich noch bis 1086 im Exil befand, um Schutz für seine Gründung. Wernher vereinbarte, dass das Kloster direkt dem Salzburger Vogt unterstehen solle und nicht etwa einem Untervogt. Vor allem im 12. Jahrhundert konnte der Adel über die Herrschaft in Erbvogteien seine Macht ausbauen und daher gewann diese Bedingung für die Schreiber der Reichersberger Chronik wohl an Bedeutung.

### Im 12. Jahrhundert
Welche Mönche zu Beginn im Kloster tätig waren, ist nicht bekannt, die Chronik aus dem 12. Jahrhundert spricht von Kanonikern nach Regeln des heiligen Augustinus, aber dies ist wie ihre Herkunft nicht gesichert. Wernher trat selbst bei und starb vermutlich vor 1086, erst um 1470 wurde für die Stifterfamilie ein Grabmal errichtet, welches man in der Stiftskirche´ bewundern kann. Später hatten mehrere Adelsgeschlechter der Umgebung ihre Grablege in Reichersberg, darunter die Grafen Aham, die bis 1881 in der Stiftskirche begraben wurden.
Nach dem Tod Wernhers wurden die Chorherren mehrmals vertrieben, der erste bekannte Propst Berwin (1110–1116) kehrte aus diesem Grund mit einem Teil der Chorherren nach Sachsen zurück. Auch der zweite Propst Gottschalk (1122–1132) konnte sich nicht halten, aber immerhin 1126 die Stiftskirche des heiligen Erzengels Michael einweihen.
Erst Propst Gerhoch (1132–1169) konnte das Stift zur ersten Blüte führen. Gerhoch ist schon vor seiner Zeit als Propst als radikaler Theoretiker der Chorherren-Reform bis hin zu Papst Innozenz II. bekannt. Gerhoch verfasste auch mehrere wichtige Werke seiner Zeit. Er wurde 1132 vom Salzburger Erzbischof Konrad I. berufen, um das bedrohte Stift zu bewahren. Es gelang ihm trotz feindseliger Nachbarn eine solide Grundlage zu schaffen. Dazu gehört zum Beispiel das Chorfrauenkloster, das von 1137 bis ins 15. Jahrhundert bestand, sowie das Hospital, das in der Mitte des 12. Jahrhunderts eingerichtet wurde. Bei einer Reise nach Rom im Jahre 1142 bat er erfolgreich um päpstlichen Schutz für das Doppelkloster und seine Besitzungen. Bis 1144 wurden auch Streitigkeiten mit Passau beigelegt.
Von Erzbischof Konrad erhielt das Stift 1144 Zehnte für das Gebiet der Pfarreien Pitten und Bromberg an der niederösterreichisch-ungarischen Grenze, was bis 1149 genug Geld für eine eigene Kapelle der Chorherren einbrachte. 1154 konnte der Besitz um das nahe Gut Münsteuer erweitert werden und drei Jahre später übertrug der Passauer Bischof Konrad auch die dazugehörige Pfarrei zur seelsorgerischen Betreuung. Der Streit mit Erchenbert von Stein von der nahen Burg Stein um Münsteuer dauerte allerdings bis zur Klärung durch Heinrich den Löwen im März 1176 an.
Einen kaiserlichen Schutzbrief konnte Gerhoch im Jahre 1162 von Friedrich I. erbitten, fiel aber bald in Ungnade, da er im Investiturstreit wie der Salzburger Erzbischof Konrad II. auf Seiten des Papstes stand. Nach der Verhängung der Reichsacht über Salzburg plünderte Heinrich von Baumgarten, ein Sohn von Erchenbert, zuerst am 27. Oktober 1166 das streitige Lehen Münsteuer zweimal und brannte das Stift 1167 nieder. Gerhoch konnte erst 1168 zurückkehren und starb am 27. Juni 1169 im zwar verwüsteten, aber für die Zukunft gut gerüsteten Stift.

### 17. bis 20. Jahrhundert
Die relativ kleine romanisch-gotische Klosteranlage ging 1624 zusammen mit der mittelalterlichen Bibliothek bei einem Brand fast vollständig verloren. Die Klosteranlage wurde bis 1695 im Stile des Barock neu errichtet. Im Neubau erhielten die Chorherren Einzelzimmer statt der bis dahin üblichen Gemeinschaftsräume.

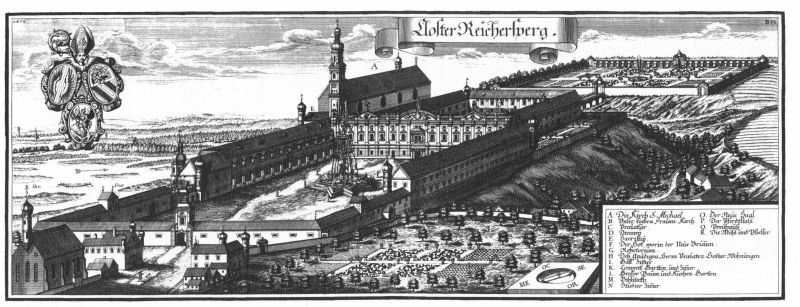
Stift Reichersberg nach einem Kupferstich von Michael Wening von 1721

Seit 1709 wird auf einem Nebenaltar der Stiftskirche der Leib des Katakombenheiligen Claudius in einem Schrein aufbewahrt. Er wurde 1668 aus den Kalixtus-Katakomben erhoben und gelangte schließlich in den Besitz des damaligen Weihbischofs von Passau in Wien, Johann Joachim Ignaz Grafen von Aham. Nach dessen Tod wurden die Reliquien durch dessen Erben Johann Franz Graf von Aham für die Aham’sche Gruftkapelle in der Stiftskirche gestiftet.
1779 kam das bis dahin bayerische Stift durch die Abtretung des Innviertels im Frieden von Teschen an Österreich und entging damit der Säkularisation. 1839 bis 1928 gehörte dem Stift das Schloss Hackledt samt einem bedeutenden Grundbesitz.
In der NS-Zeit musste das Stift 1940–1945 eine Fliegerschule aufnehmen, wurde aber nicht aufgelöst.
Die Hauptorgel der Stiftskirche wurde 1981 von der Firma Metzler Orgelbau gebaut.

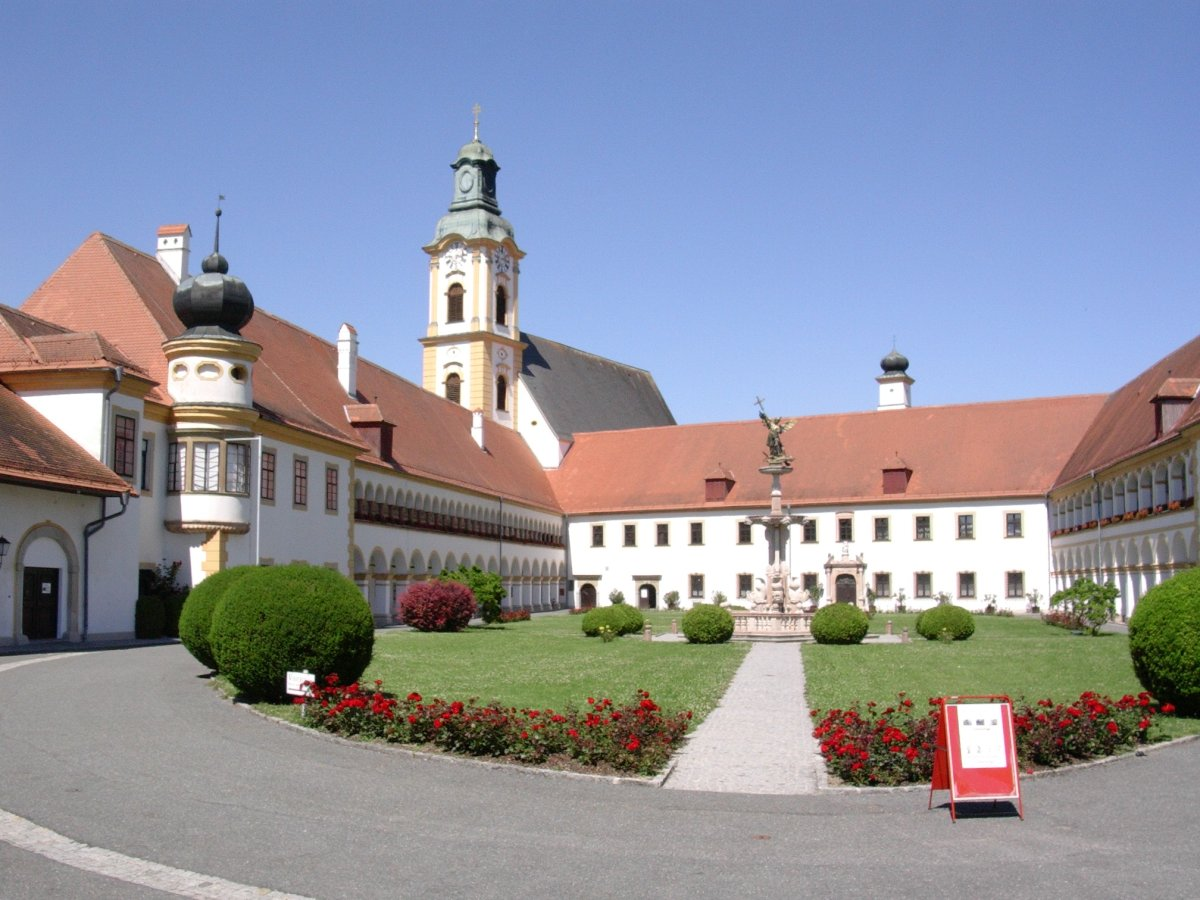
Stift Reichersberg

### Gegenwart
Der Konvent der Chorherren besteht aktuell aus 15 Mitgliedern, die in Seelsorge, Schule, Wirtschaft und Gästebetreuung tätig sind oder sich im Studium befinden.
Besonderes Augenmerk legen die Chorherren auf die gemeinsame Feier des Stundengebets, welches an Wochentagen rezitiert, an Hochfesten auch gesungen vollzogen wird. Mittwochs und sonntags besteht die Möglichkeit, an einer Führung durch die Kirche und das Museum, die von einem der Mitbrüder gehalten wird, teilzunehmen. Die große Gartenanlage genannt „Herrengarten“ lädt zum Verweilen und Spazieren ein.
Die Klosteranlage gruppiert sich um zwei Höfe. Die Liegenschaften werden von den Chorherren bis heute intensiv genutzt: Ein Gasthof bietet regionale Spezialitäten aus dem Innviertel an. Im Klosterladen gibt es Spezialitäten aus österreichischen Klöstern. Das Stift produziert selbst Wein verschiedener Rebsorten, Liköre und Edelbrände. Im Stift ist zudem ein Bildungszentrum untergebracht, seit 2004 auch ein Kongress- und Veranstaltungszentrum sowie ein Gästehaus. Jährlich findet im Stift auch die Festmusik im Stift (früher Reichersberger Sommer) mit Konzerten statt.

## Chorherren des Stifts

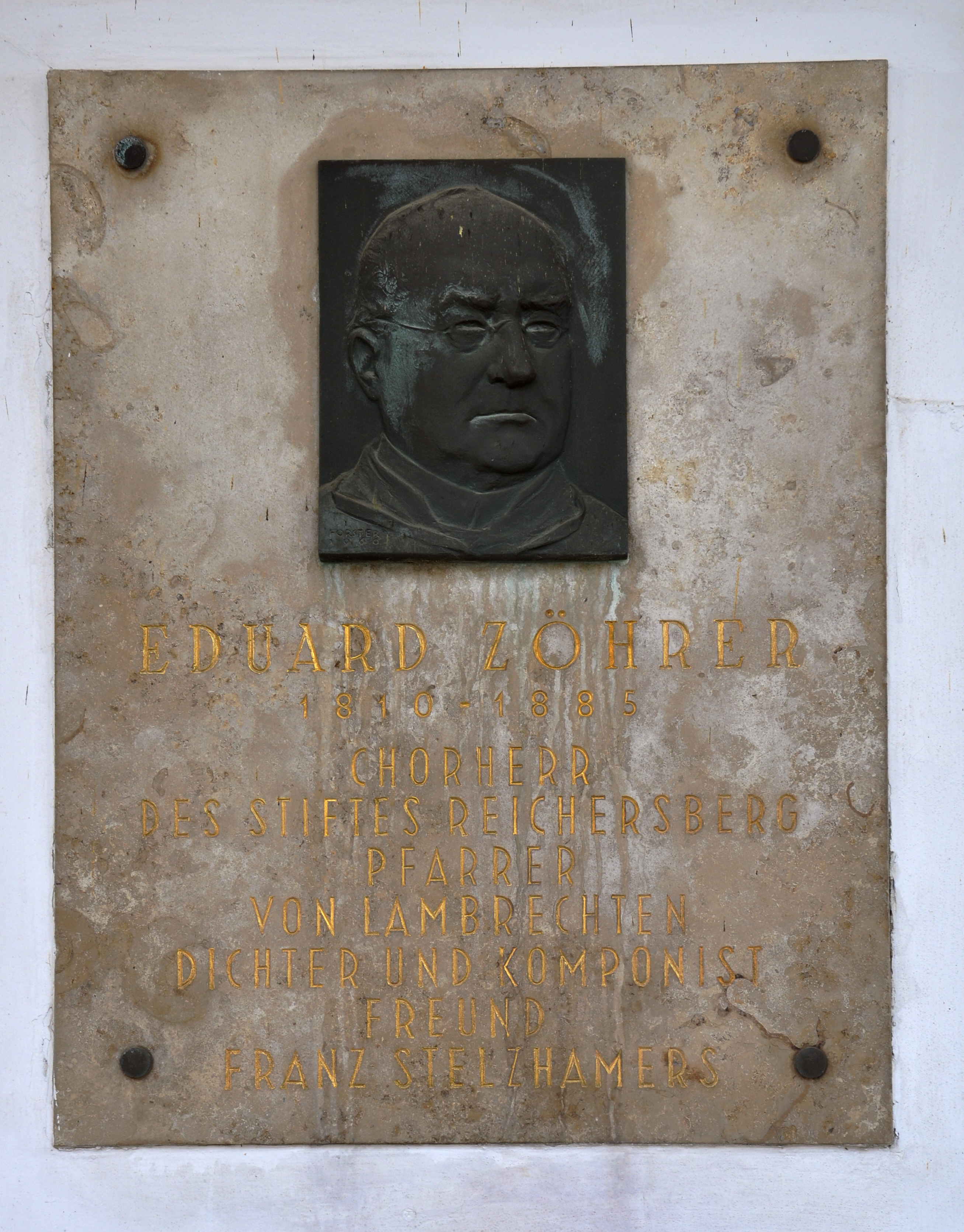
Gedenktafel für Eduard Zöhrer im Stiftshof

### Sonstige bekannte Chorherren
- Magnus von Reichersberg († 1195), Historiograph[4]
- Eduard Zöhrer (1810–1885), Komponist und Mundartdichter[5]
- Rupert Haginger (1898–1945), bei Endphaseverbrechen wegen Hissens einer weißen Fahne erschossen[6]
- Roman Foissner (* 1924),  Gründer des Reichersberger Musiksommers
- Gregor Schauber (1937–2012), Historiker und Stiftsarchivar[7]
- Markus Grasl (* 1980), 2016 Propst von Reichersberg
- Petrus Stockinger (* 1982), im Jahr 2000 in das Stift Reichersberg eingetreten, seit 2005 im Stift Herzogenburg, seit 2019 Propst

## Reichersberg inkorporierte Pfarrkirchen
Niederösterreich
- 1147 Pfarrkirche Scheiblingkirchen
- 1147 Pfarrkirche Thernberg
- 1160 Pfarrkirche Bromberg
- 1192 Pfarrkirche Edlitz
- 1456 Pfarrkirche Pitten
- 1991 Pfarrkirche Bad Erlach

Oberösterreich
- 1126 Stifts- und Pfarrkirche Reichersberg
- 1458 Pfarrkirche Münsteuer
- 1726 Pfarrkirche Lambrechten
- Pfarrkirche Ort im Innkreis

## Galerie

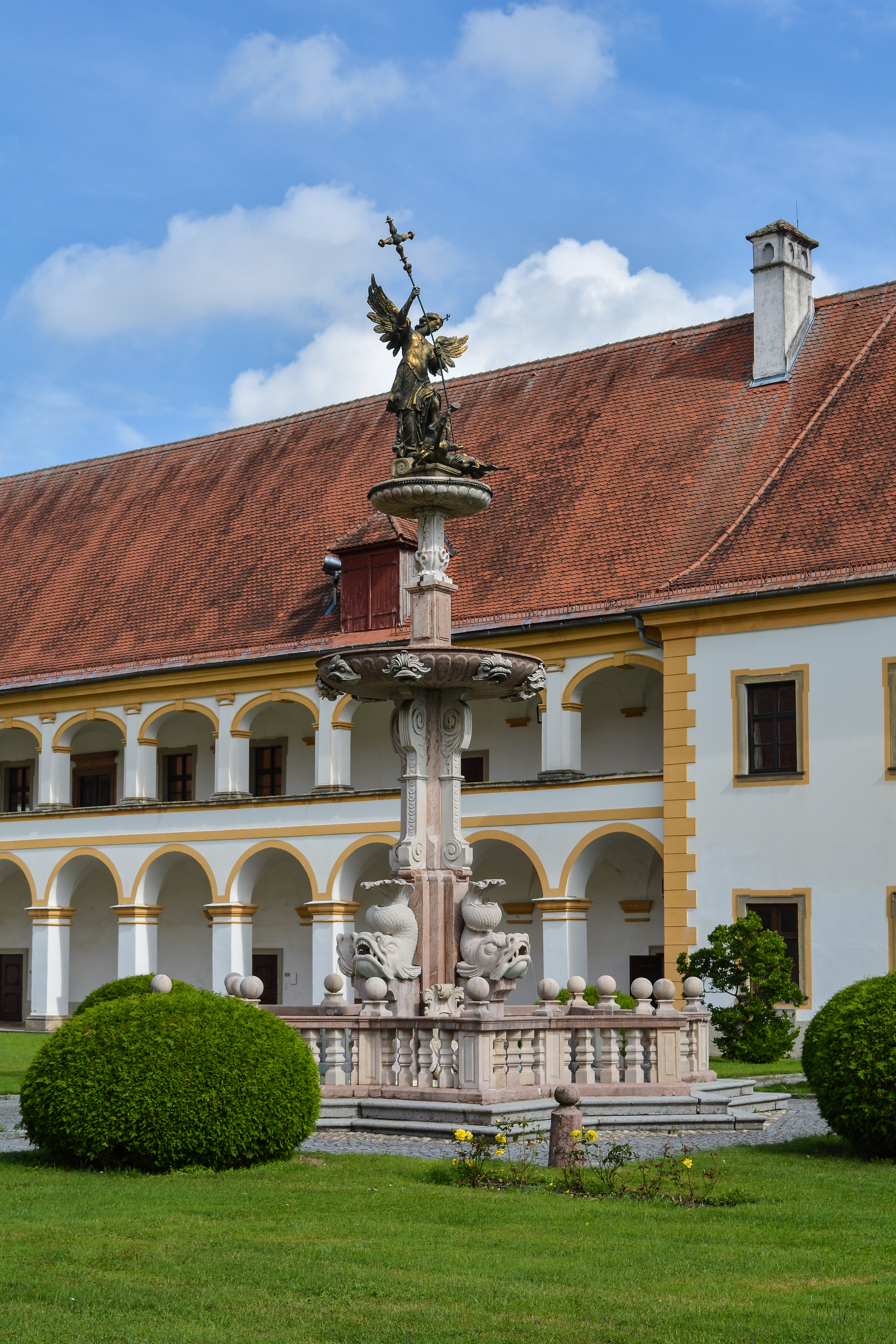
Brunnen im Stiftshof
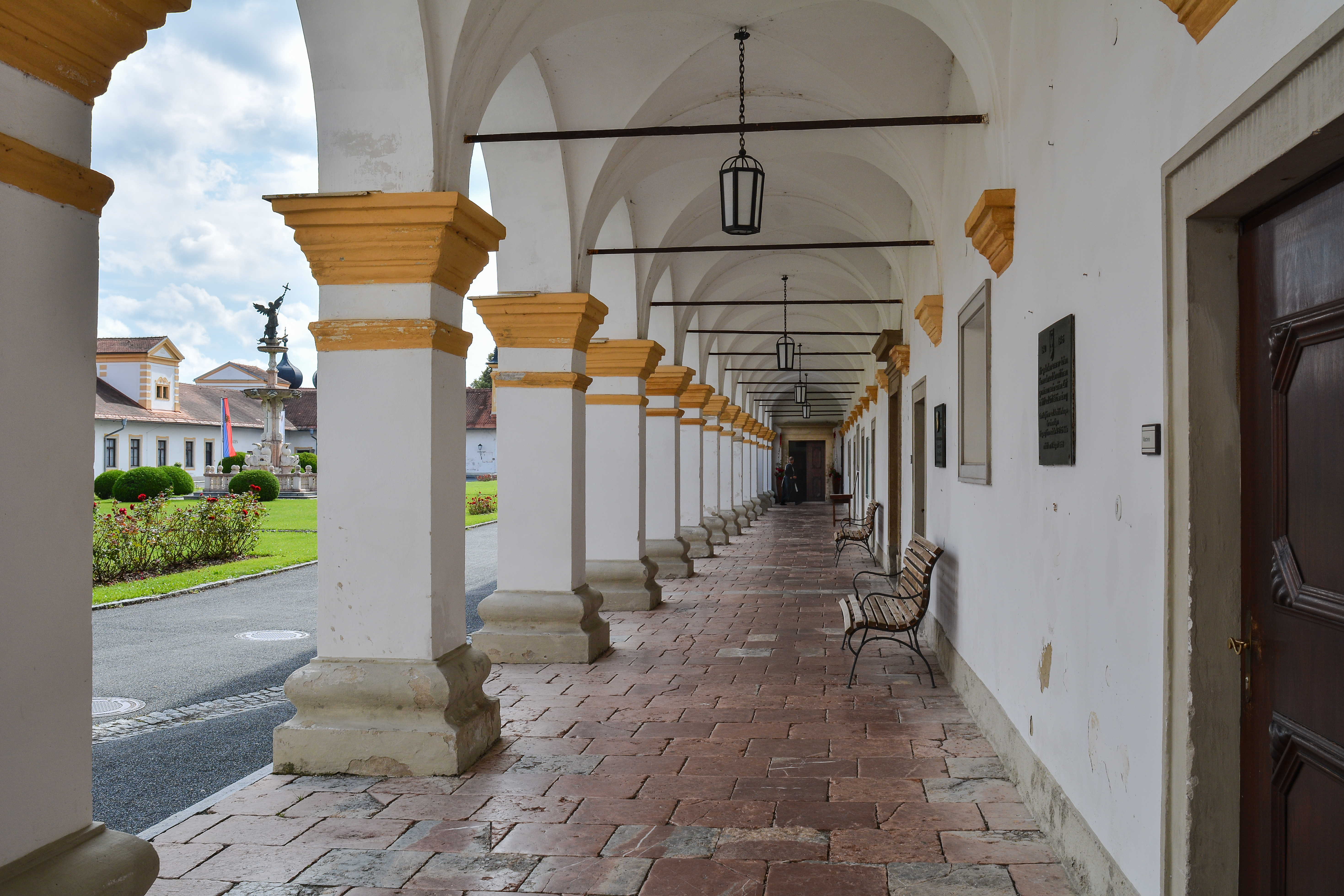
Arkadengang im Stift
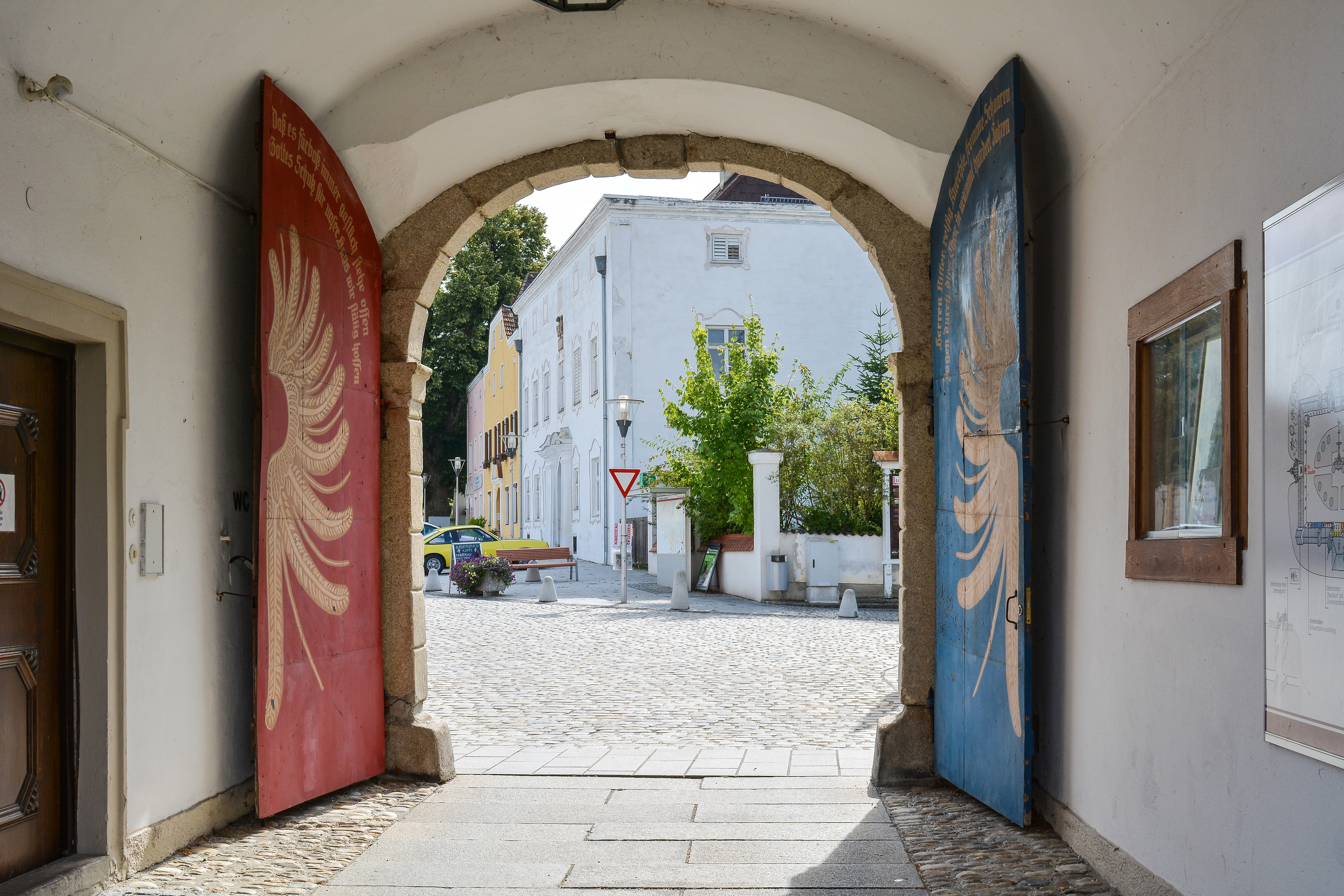
Hofrichterhaus mit Stiftstor
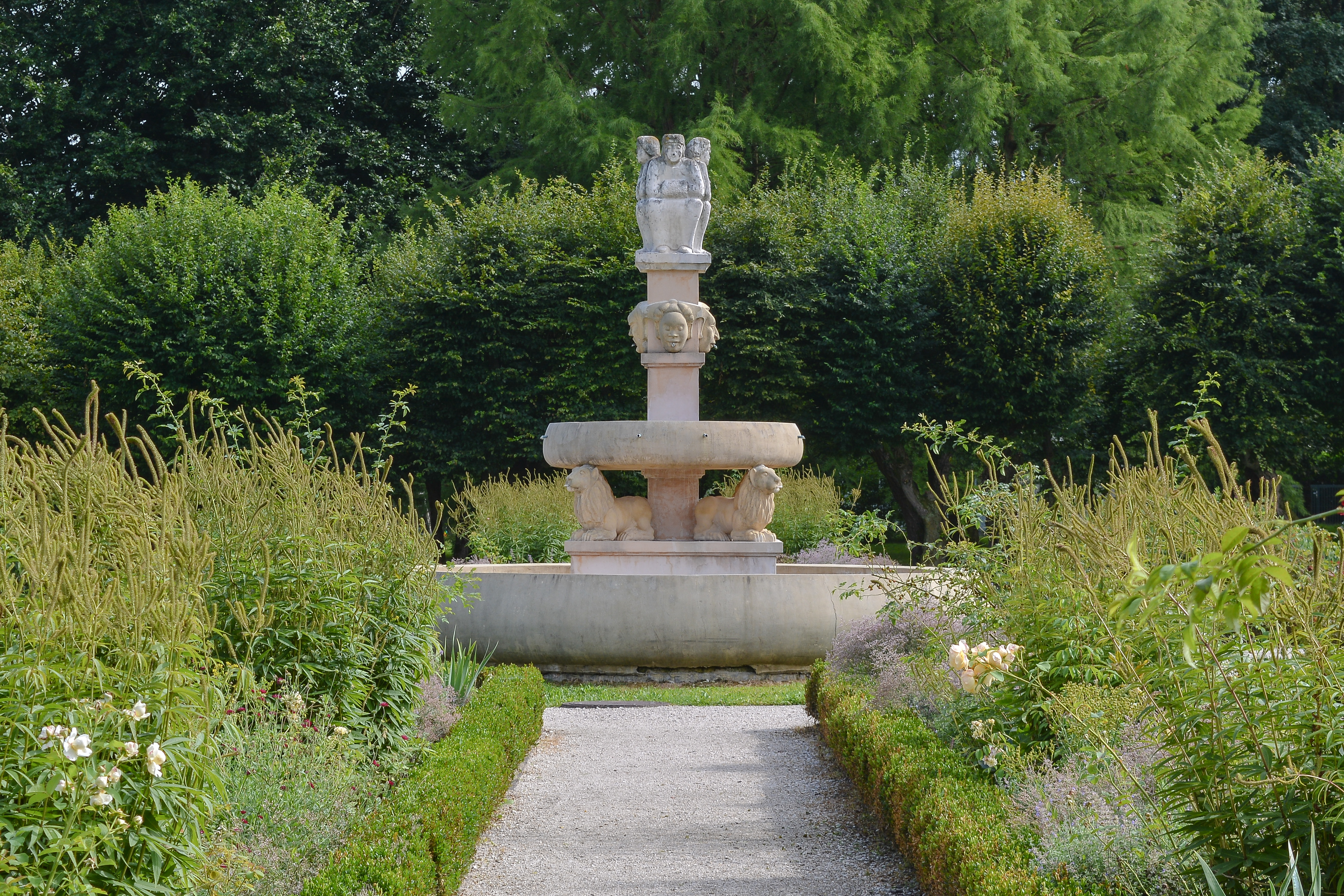
Brunnen im Herrengarten
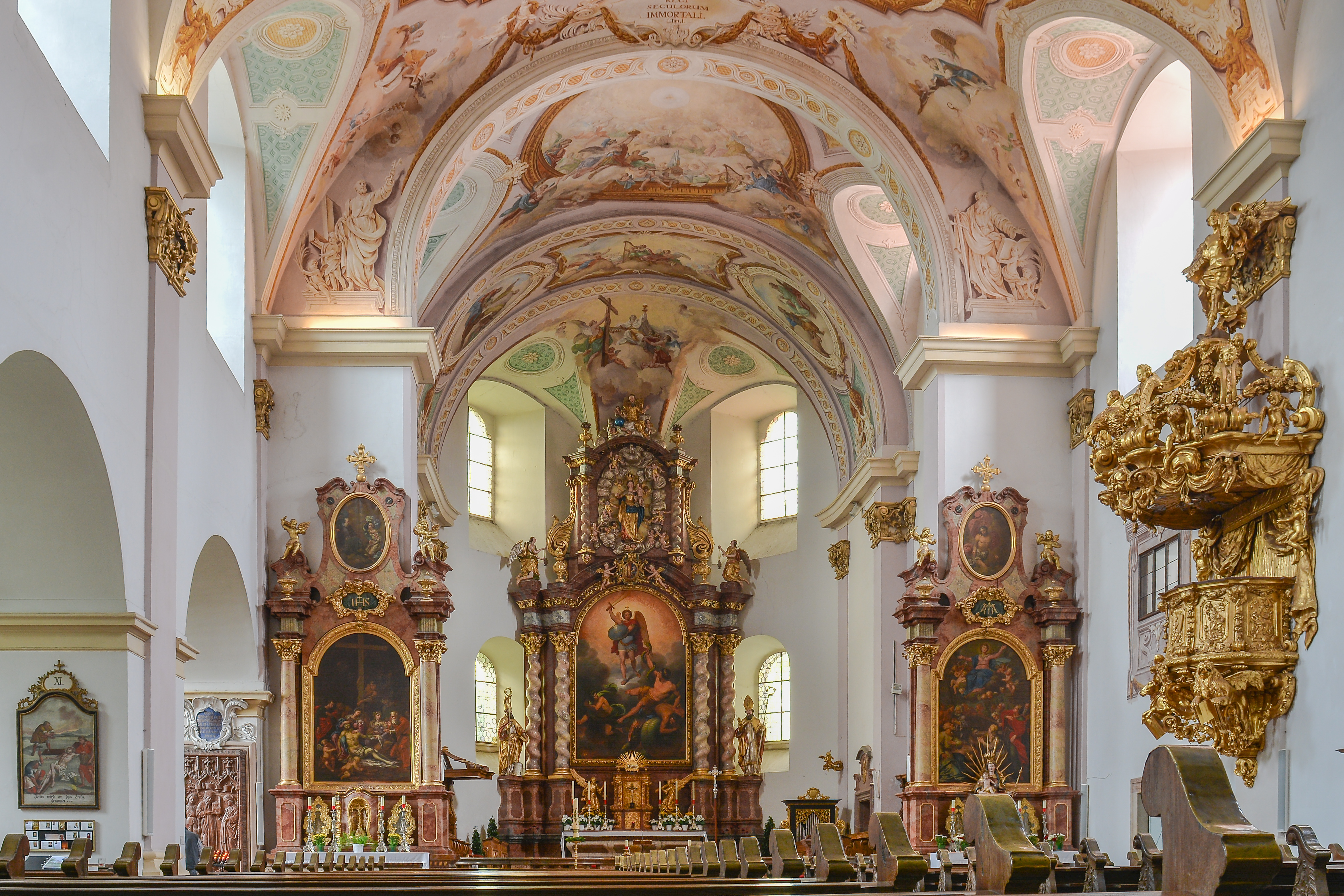
Stiftskirche